# A52高速公路
A52高速公路是法国的一条高速公路，全长23千米，于1974年建成通车。A52始于Châteauneuf-le-Rouge，终于欧巴涅。A52行经罗克韦尔等城市，与A520、A501和A502三条高速相连。